# بريت كليمنتس
بريت كليمنتس (بالإنجليزية: Brett Clements)‏ هو لاعب دوري الرغبي أسترالي، ولد في 28 مارس 1973.